# Orientabilnost
Orientabílnost je lastnost površin v evklidskem prostoru, ki pove, ali se lahko v vsaki točki določi pravokoten vektor na površino. Bolj splošno to pomeni, da orientabilnost abstraktne površine (mnogoterost) meri, če se lahko dosledno izbere orientacijo v smeri urinega kazalca za vse zanke na mnogoterosti. To pomeni, da je površina orientabilna, če se dvorazsežne oblike, kot je na primer , ne da zvezno premakniti preko celega vesolja in seveda nazaj na začetno točko, ne da bi pri tem oblika postala zrcalna slika same sebe, to je . Lastnost orientabilnosti se lahko posploši tudi na višje razsežnosti mnogoterosti.

## Orientabilnost ploskev
Ploskev {\displaystyle S\!\,} v evklidskem prostoru {\displaystyle \mathbb {R} ^{3}\!\,} je orientabilna, če se dvorazsežne oblike (na primer ) ne da premakniti po ploskvi in nazaj na začetno točko tako, da izgleda kot zrcalna slika prvotne oblike. V vseh drugih primerih je ploskev neorientabilna. 
Zgledi orientabilnih ploskev:
- sfere
- ravnine
- torusi

Zgledi neorientabilnih ploskev:
- Möbiusovi trakovi
- realne projektivne ravnine
- Kleinove steklenice